# Baby's Growing Up
Singles de Yuki Uchida
Only You
(1995) Shiawase ni Naritai
(1996)
 Baby's Growing Up  (stylisé BABY'S GROWING UP) est le quatrième single de Yuki Uchida, sorti le 19 août 1995 au Japon sur le label King Records, quatre mois après son précédent single Only You. C'est son deuxième single à être écrit et produit par Tetsuya Komuro. Il atteint la 5e place du classement Oricon, et reste classé pendant neuf semaines, se vendant alors à 252 000 exemplaires.
La chanson-titre a été utilisée comme thème musical du film Hana Yori Dango avec Uchida en vedette ; elle ne figurera sur son prochain album Mi-Chemin que dans une autre version très différente, ré-interprétée au piano, mais figurera dans sa version originale sur les compilations Present de 1997 et Uchida Yuki Perfect Best de 2010. La chanson en « face B », 19 (Nineteen), figurera également sur cette dernière compilation. La future chanteuse vedette Tomomi Kahala, qui sortira son premier single le mois suivant, participe au chœurs du disque.

## Liste des titres
1. Baby's Growing Up (BABY'S GROWING UP) (4:52)
2. 19 (Nineteen) (3:20)
3. Baby's Growing Up (Original Karaoke) (4:52)